# Мущицький Сергій Миколайович
Сергій Миколайович Мущицький  — капітан Збройних Сил України, учасник російсько-української війни, що загинув у ході російського вторгнення в Україну в 2022 році.

## Життєпис
Сергій Мущицький народився  5 лютого 1987 році та проживав у селищі Високопілля Бериславського району на Херсонщині.
У 2004 році після закінчення школи вступив до Харківського національного університету Повітряних сил України імені Івана Кожедуба. Закінчив навчання у 2009 році познайомився з майбутньою дружиною. Одружилися. А у 2010 році народився син. Після навчання пішов проходити службу в 10 окремій морській авіації. У 2014 році брав участь в АТО. З початком повномасштабного російського вторгнення в Україну перебував на передовій. Обіймав військову посаду члена екіпажу вертольота Мі-14 10-тої морської авіаційної бригади. Загинув 7 травня 2022 року разом з колегами. Під час здійснення пошуково-рятувальних заходів у районі гирла річки Дунай завдяки філігранній майстерності полковника Ігоря Бедзая, після двох пострілів гарматою з ворожого винищувача Су-30, вертольоту вдалося вивернутися. Проте випущена з цього ж літака керована ракета Р-73 уразила Мі-14 і він із п'ятьма українськими військовими на борту впав.
11 травня 2022 року був похований на одному з кладовищ у м. Миколаєві на Мішковському кладовищі разом із загиблим у вертольоті полковником Ігорем Бедзаєм (Герой України) з відданням усіх почестей.

## Нагороди
- Орден Богдана Хмельницького III ступеня (2022, посмертно) — за особисту мужність і самовіддані дії, виявлені у захисті державного суверенітету та територіальної цілісності України, вірність військовій присязі[8].